# Darkseid
Darkseid är en karaktär i serietidningar publicerade av amerikanska DC Comics. Han skapades av Jack Kirby, och var från början huvudskurken i Kirbys "Fourth World"-serier. Han har sedan dess använts som superskurk i en mängd andra titlar från DC Comics, men är först och främst en skurk till Superman.
I Final Crisis #6, sköts Darkseid ihjäl av Batman med en gud-dräpande kula. Darkseid lyckades dock ta död på Bruce Wayne med sin Omega Sanction. I "Final Crisis #6"s sista sidor hittades Batmans förkolnade kropp av Stålmannen. Det visar sig i själva verket att Batman har skickats tillbaka i tiden av Darkseid, och att kroppen tillhör en klon av Batman.
2009 blev Darkseid rankad som #6 på IGN's "Top 100 Super Villains Of All Time".

## Fiktiv biografi
Prins Uxas, son till kung Yuga Khan och drottning Heggra, stod som tvåa i ledet till Apokolips tron och planerade att ta makten över planeten. När hans bror, Drax, försökte få tag i den mytomspunna Omega-kraften mördade Uxas honom och tog makten själv, vilket omvandlade honom till en stenliknande varelse. Han tog sig även namnet Darkseid. Vid ett tillfälle förälskade han sig i den apokoliptiska forskaren Suli, med vilken han fick sonen Kalibak. Men Suli blev förgiftad av Desaad på Heggras räkning, som ansåg att Suli korrumperande hennes son. Efter Sulis död blev Darkseids hjärta ännu kallare, och han fick Desaad att förgifta Heggra, vilket gjorde honom till Apokolips fullvärdige monark.
Darkseids mor tvingade honom vid ett tillfälle att gifta sig med Tigra, med vilken han fick ännu en son. Efter att ha mördat sin mor eliminerade Darkseid Tigra, och deras son, Orion, försköt sin far och blev en superhjälte.
Darkseids mål är att eliminera all fri vilja från universum och omforma den till sin egen bild. Därför söker han efter den mystiska Antilivsekvationen, som ger dess användare fullständig kontroll över tankar och känslor hos alla levande varelser i universum. Darkseid har vid flera tillfällen försökt att uppnå dominans genom andra metoder, framför allt genom sin skyddsling, Glorious Godfrey, som kunde kontrollera människors sinnen med sin röst. Han har ett särskilt intresse för jorden, eftersom han tror människan kollektivt besitter de flesta fragmenten till Antilivsekvationen.

## Krafter och förmågor
Darkseid är en av de allra mäktigaste figurerna i DC Comics. Hans största kraft, Omega-strålen, är en form av energi som har förmågan att förvandla eller radera levande föremål och organismer från existens, samt återuppväcka dem. Han kan teleportera sig själv och andra genom tid och rum. Darkseid kan även avfyra energistötar från sina händer.
Darkseid är en varelse vars styrka och uthållighet endast kan utmanas av väsen som Stålmannen, Doomsday och Orion. Då Darkseid är en gud besitter han även odödlighet, och har levt under hundratusentals år.

## I andra medier
- Darkseid dyker upp som en av huvudskurkarna i de animerade TV-serierna Super Friends: The Legendary Super Powers Show och The Super Powers Team: Galactic Guardians (1985), med röst av Frank Welker.

- Darkseid gör ett flertal framträdanden i olika serier av DC animated universe. Han dyker upp i Superman: The Animated Series (1996), Justice League (2001) och Justice League Unlimited (2004), med röst av Michael Ironside.